# اچ‌ام‌اس سیبر (۱۹۱۸)
اچ‌ام‌اس سیبر (۱۹۱۸) (به انگلیسی: HMS Sabre (1918)) یک کشتی بود که طول آن ۲۷۶ فوت (۸۴ متر) بود. این کشتی در سال ۱۹۱۸ ساخته شد.